# Адріан Барер

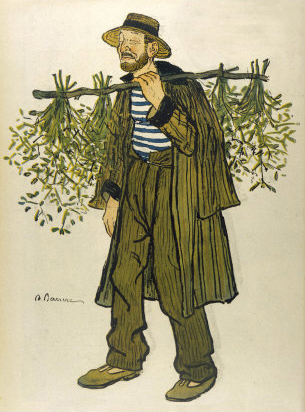
The Mistletoe Seller

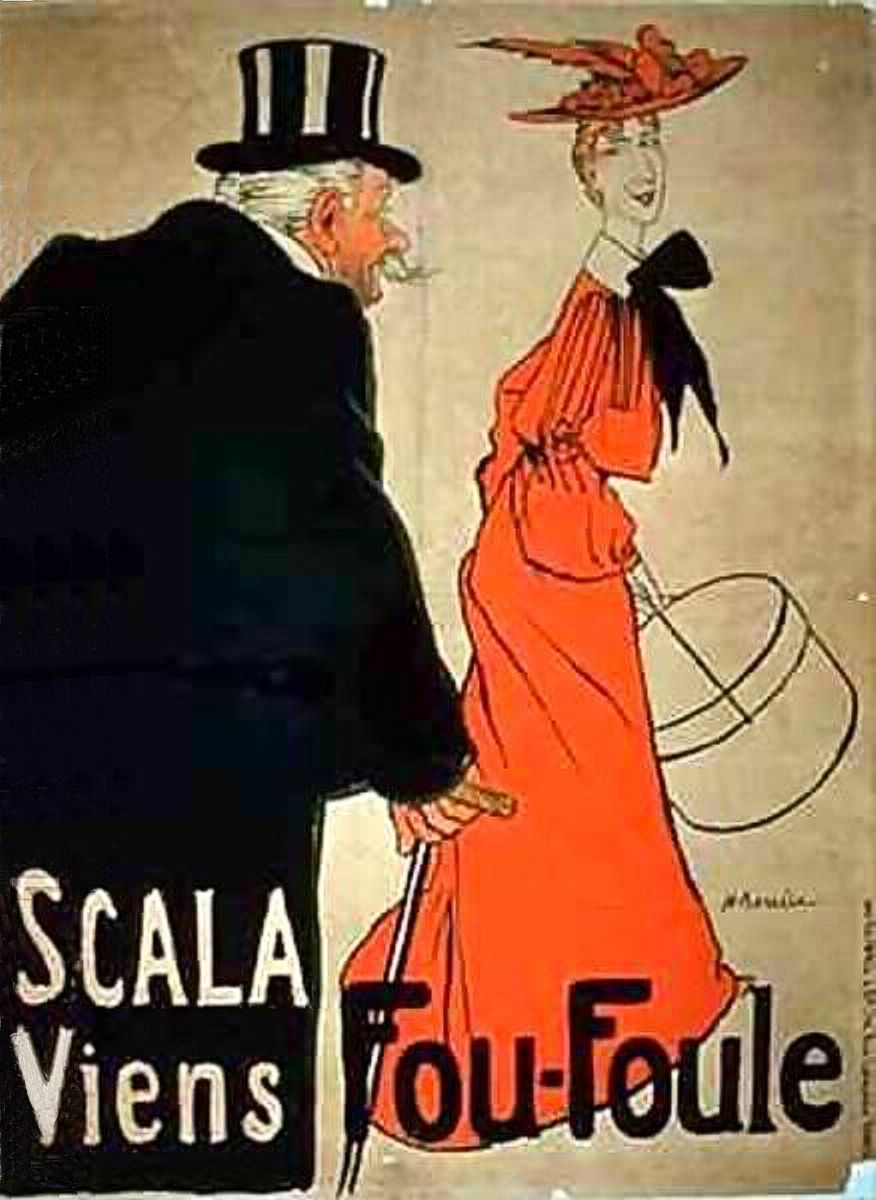

Адрієн Барер (хрещений як Адрієн Бане) (1874, Париж — 1931, Париж) — французький плакатист і живописець, діяв у Парижі під час Прекрасної епохи. 
Після вивчення права та медицини Барр звернувся до ілюстрації, зокрема до мистецтва карикатури. Він також створив велику кількість плакатів для паризьких кінотеатрів і театру Grand Guignol. Його плакат із карикатурами на паризький медичний факультет, оригінал якого зберігається в Руанському університеті, був у два рази більший за пізніші копії (72 x 116 см; 28¼" x 45¾") і став надзвичайно популярним — жоден студент-медик не залишився без примірника. Було надруковано 420 000 копій. 
Його співпраця з Pathé була особливо успішною, включаючи відомий плакат під назвою «Tous y mènent leurs enfants». У 1912 році корпоративний журнал Le Courrier Cinématographique описав його як «людину години Pathé і дизайнера понад двох сотень плакатів із нестримним запалом і фантазією».

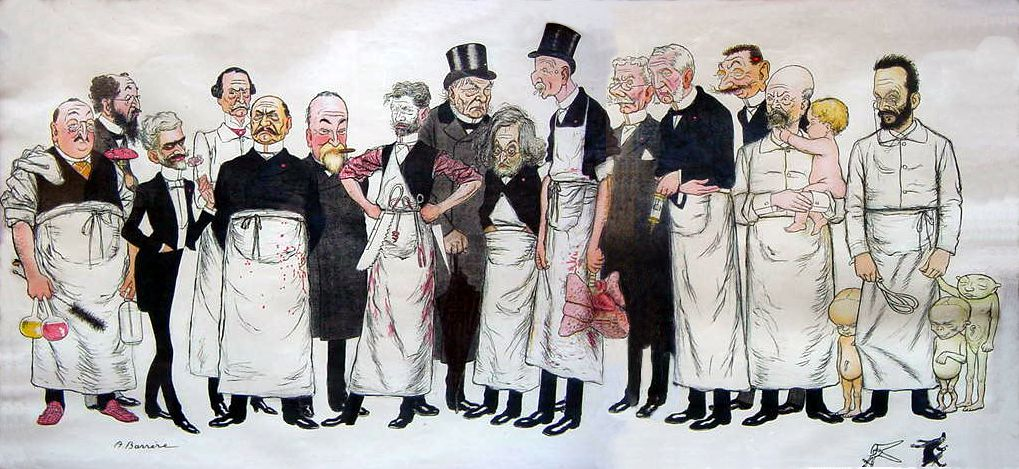
Members of the Paris Medical Faculty (1904), caricature by Adrien Barrère: André Chantemesse (1851–1919) Georges Pouchet (1833–1894) Paul Poirier (1853–1907) Paul Georges Dieulafoy (1839–1911) Georges Maurice Debove (1845–1920) Paul Brouardel (1837–1906) Samuel Jean de Pozzi (1846–1918) Paul Jules Tillaux (1834–1904) Georges Hayem (1841–1933) Victor André Cornil (1837–1908) Paul Berger (1845–1908) Jean Casimir Félix Guyon (1831–1920) Pierre-Emile Launois (1856–1914) Adolphe Pinard (1844–1934) Pierre-Constant Budin (1846–1907)

## Зовнішні посилання
- Медичний історичний музей